# Josep Maria Guix Ferreres
Josep Maria Guix Ferreres (Cardona, Barcelona, 19 de diciembre de 1927 - Vic, 28 de junio de 2009) fue un sacerdote español, que fue obispo de Vic.

## Biografía
Nacido el 19 de diciembre de 1927 a la Coromina, un barrio de Cardona. Inició los estudios eclesiásticos en el seminario de Solsona y continuó en el Seminario Conciliar de Barcelona y en la Universidad Pontificia de Comillas, donde obtuvo el doctorado en Teología. Hizo posteriormente estudios de Psicología a la Universidad de Barcelona, y se doctoró después en Ciencias Sociales en el Instituto León XIII a Madrid.

## Trayectoria
Recibió la ordenación sacerdotal durante el XXXV Congreso Eucarístico Internacional de 1952. El primer destino fue de vicario en la ciudad de Sabadell, en la parroquia de la Santísima Trinidad, y en 1954 en Santa María de Castelldefels. En 1958 fue nombrado consiliario de la Asociación Católica de Dirigentes de Sabadell y en 1960 delegado episcopal em la escuela de Formación Social de la misma localidad.
Después pasó por Madrid donde, de 1953 a 1957, estudió en el Instituto Social León XIII de Madrid, del que fue el primer doctor (1965), subdirector (1962-1967), catedrático y primer decano (1965-1967) desde que este centro fue reconocido por la Santa Sede como facultad de la Universidad Pontifícia de Salamanca.
En mayo de 1967 es reclamado por el Arzobispado de Barcelona donde lo nombres “vicario general” y a principios de 1968 canónigo archidiácono de la Catedral de Barcelona. Experto en doctrina social había escrito sobre las encíclicas “Mater i Magistra”, “Pacem in Terris”,” Eclessiam Suam”, “Gaudium et Spes” y un Curso sobre Doctrina Social.
El 26 de noviembre de 1968 fue nombrado obispo auxiliar de Barcelona, junto a los obispos Josep Capmany Casamitjana, Ramon Daumal Serra y Ramon Torrella Cascante en un contexto de fuerte contestación (campaña Volem bisbes catalans!) dirigido al arzobispado Marcelo González Martín.
Experto en doctrina social de la Iglesia, fue especialmente activo en el campo social, en el que trabajó a través de Cáritas Espanyola, Cáritas Interdiocesana y en la fundación “Sin Cadenas” para la rehabilitación de drogoaddictos. Fue miembro y presidente de la Comisión Episcopal de Pastoral Social de la Conferencia Episcopal Española y consiliario de les Semanas Sociales del Estado.
En 1983, fue nombrado obispo de Vic. Dentro de la Conferencia Episcopal Tarraconense fue miembro de las comisiones de liturgia, pastoral social y cultura, participó activamente en todas las sesiones del Concilio Provincial Tarraconense. Mantuvo un intenso contacto con sus fieles a través de sus tres visitas pastorales a todas les parroquias del Obispado de Vic y la participación en numerosas conmemoraciones locales. En el campo cultural tuvo una participación destacada en la construcción del nuevo Museo Episcopal de Vic, para la que llegó a convenios con la Generalitat y con el Ayuntamiento de Vic. También informatizó el archivo y la Biblioteca Episcopales a través de acuerdos con  la Diputación de Barcelona.
Fue miembro vitalicio de la Fundación Pablo VI, con sede en Madrid, de la Comisión Permanente de la que formó parte desde sus inicios (1968) y que presidió de 1996 a 2004. En 2008 su patronato le otorgó la Medalla de Oro.
Aceptada por Juan Pablo II su renuncia como obispo de Vic, en junio de 2003, fue nombrado Administrador Apostólico de la diócesis, cargo que ejerció hasta septiembre de ese mismo año y en el que fue cambiado por Román Casanova Casanova.
Murió el 28 de junio de 2009.

## Obras
- Recepción episcopal de la Rerum novarum en la Tarraconense (1991).
- Santa María de las obras sencillas (1998). Colaboró en las obras.
- Curso de doctrina social católica (1967).
- Manual de doctrina social de la Iglesia (1993).